# New Super Mario Bros. U
New Super Mario Bros. U – komputerowa gra platformowa stworzona przez japońską firmę Nintendo. Została wydana 18 listopada 2012.

## Rozgrywka
Większość mechanik zawartych w grze przypomina te z klasycznej wersji Super Mario Bros. Gracz steruje postacią Mario poruszającą się po dwuwymiarowych poziomach. Postać musi skakać nad przepaściami, unikać potworów i przejść każdy poziom w wyznaczonym czasie. W trybie „Challenge Mode” gracze rywalizują w zbieraniu monet i szybkości pokonania poziomu.

## Odbiór
Produkcja dostała tytuł gry roku w serwisie Vooks. Łącznie sprzedano 5,79 miliona kopii gry.